# Parepilysta luzonica
Parepilysta luzonica är en skalbaggsart som beskrevs av Stefan von Breuning 1956. Parepilysta luzonica ingår i släktet Parepilysta och familjen långhorningar.
Artens utbredningsområde är Filippinerna. Inga underarter finns listade i Catalogue of Life.